# Palazzo Acconci
Palazzo Acconci, auch Palazzo Acconci Zampighi Galletti, ist ein historischer Palast in Forlì in der italienischen Region Emilia-Romagna. Er liegt am Corso Garibaldi 149 und erhielt seinen zweiten Namen zur Erinnerung an frühere Besitzer.

## Geschichte
Mit dem Bau des Gebäudes wurde Anfang des 16. Jahrhunderts begonnen. Anfangs war es die Wohnstatt der Familie Acconci. Später kam es in die Hände der Torellis, der Paluccis, der Guarinis, der Reggianis und schließlich, 1905 der Zampighi Gallettis. Beim Erdbeben von 1870 stürzte ein Flügel des Palastes ein, wurde aber wiederhergestellt.
Im Jahre 2007 wurde der Palazzo Acconci unter Leitung des Architekten Giovanni Bendandi aus Cesena restauriert.

## Beschreibung
Die Fassade hat ein Eingangsportal in „Pietra d’Istria“ (weißer Kalkstein aus Istrien). Neben dem Eingangsbereich liegt ein quadratischer Raum, dessen Decke ein Schirmgewölbe bildet. Dies war möglicherweise der Verwaltungsgerichtsraum des Juristen Girolamo Acconci, der 1591 verstarb.
Der Innenhof aus dem 16. Jahrhundert hat einen Brunnen in der Mitte und eine Vorhalle mit korinthischen Kapitellen, ein Werk von Rocco Poltri aus Ferrara.
Bei Restaurierungen in moderner Zeit kam ein Freskenzyklus zum Vorschein, den der Künstler Livio Agresti aus Forlì schuf („Imprese di Giulio Cesare“ an den Wänden und „Sybille“ an der Decke).